# Brian Horrocks
Brian Gwynne Horrocks (Ranikhet, 7 settembre 1895 – Chichester, 4 gennaio 1985) è stato un generale britannico.

## Biografia
Ufficiale britannico durante la seconda guerra mondiale, Brian Horrocks, dopo aver partecipato con distinzione come comandante di battaglione alla campagna di Francia del 1940, mostrò notevoli doti di comando e di preparazione nelle campagne in Nordafrica del 1942-1943; in particolare, al comando del XIII Corpo d'armata della Ottava armata britannica, ebbe un ruolo di grande rilievo nelle battaglie di Alam Halfa e di El Alamein, guadagnandosi la piena fiducia e la considerazione del generale Montgomery.
Gravemente ferito da un attacco aereo tedesco a Biserta nel giugno 1943, dopo la vittoriosa conclusione della campagna di Tunisia, Horrocks ritornò in servizio nel 1944, al comando del potente XXX Corpo d'armata britannico dopo lo sbarco in Normandia, distinguendosi ancora nella rapidissima avanzata in Belgio dopo il crollo del fronte tedesco, durante la sfortunata operazione Market-Garden e nelle fasi finali della guerra in Europa nel 1945.
Altamente stimato dai comandanti Alleati Eisenhower, Montgomery e Brooke, Horrocks si dimostrò un capace comandante operativo, esperto di manovre con mezzi corazzati, abile nei rapporti con la truppa e affidabile esecutore sul campo delle manovre offensive pianificate; viene considerato forse il più abile comandante di corpo d'armata dell'esercito britannico durante la seconda guerra mondiale.
Ha partecipato ai Giochi olimpici di Parigi del 1924 nel Pentathlon moderno.